# Точка Немо
49°01′38″ пд. ш. 123°26′04″ зх. д. / 49.0273° пд. ш. 123.4345° зх. д.
Точка Немо (англ. Point Nemo) — умовна точка в Світовому океані, найвіддаленіша від будь-якої суші на Землі. Розташована у південній частині Тихого океану. Найближчою сушею є безлюдний атол Дюсі за 2688 кілометрів на північ.

## Історія
Точку Немо вирахував методом комп'ютерного моделювання в 1992 році хорватський інженер-дослідник Хрвоє Лукатела (хорв. Hrvoje Lukatela). Він запропонував і назву для цієї умовної точки. Символізм назви полягає у тому, що капітан Немо, герой романів Жюль Верна, вирішив назавжди сховатися від людей у морі.
Найближчими до точки Немо точками суші є безлюдні атол Дюсі, острів Моту-Нуї та острови Маер — всі вони віддалені на 2688 км від Точки Немо. Найближче заселене місце — острів Пасхи. Точка Немо належить до переліку земних полюсів недосяжності.
Цікавим є той факт, що над Точкою Немо може проходити орбіта Міжнародної космічної станції, оскільки її нахил більше широти Точки Немо — так що час від часу найближчим до точки населеним місцем виявляється приблизно за 400 км, але в космосі.
Через свою особливість її інколи називають наймокрішим місцем на Землі.

## Значення
Точка Немо прикметна не лише найбільшою віддаленістю від суші, а й тим, що слугує зоною сильних океанських течій, тому в районі відсутня будь-яка фауна, крім деяких водних бактерій. З цієї причини багато космічних агенцій використовують цей район як зону падіння космічних апаратів, термін експлуатації на орбіті яких добіг кінця. В Точці Немо на дні океану вже 263 таких космічних апаратів та їхніх частин.

## У культурі

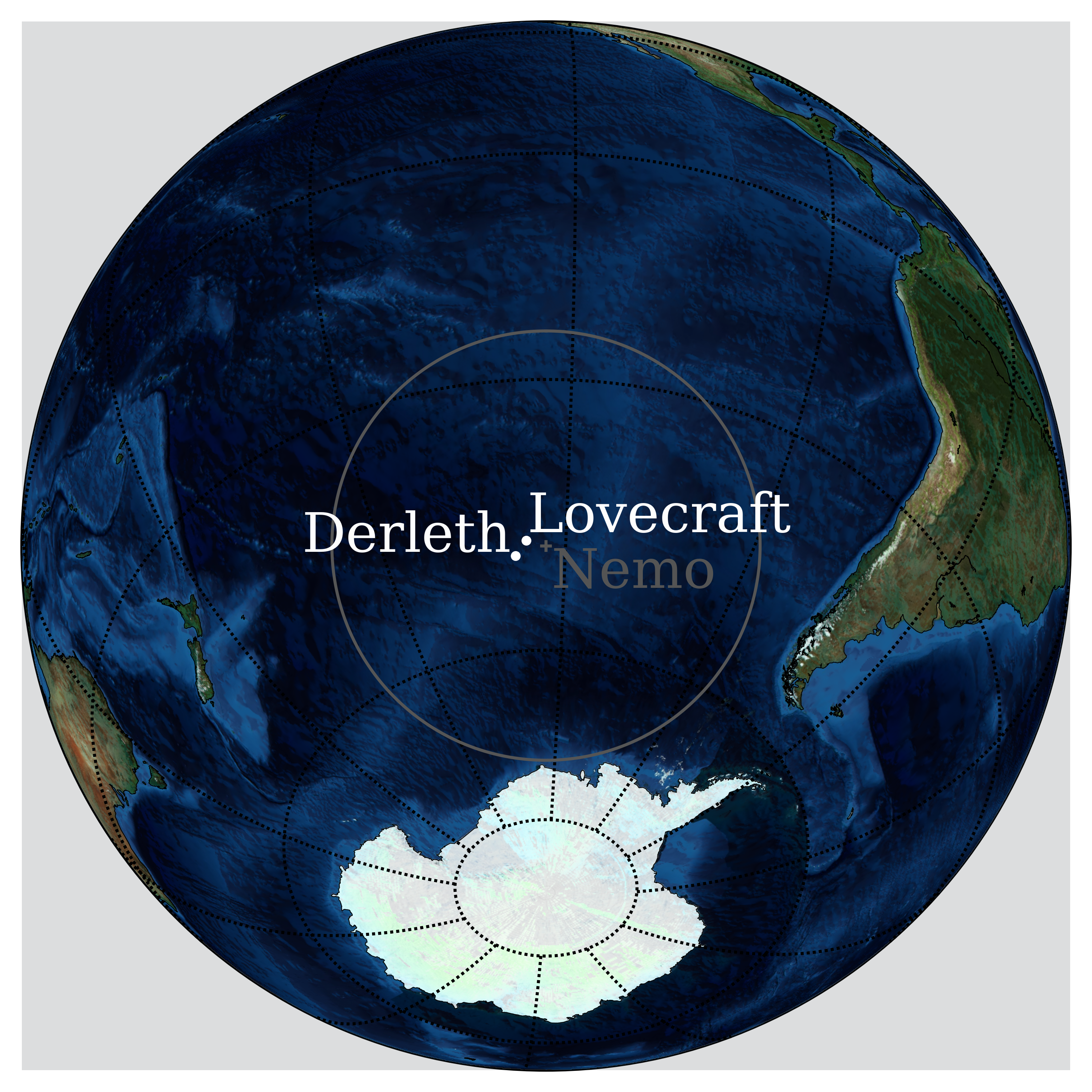
Точка Немо та вигадане місто Р'лієг Лавкрафтом і Дарлетом

В опублікованому в 1928 році оповіданні Говарда Лавкрафта «Поклик Ктулху» вперше згадується таємниче затонувше місто Р'лієг. Лавкрафт помістив його в точці 47 ° 9 'південної широти і 126 ° 43 'західної довготи. Шанувальник і популяризатор творчості Лавкрафта Август Дерлет запропонував злегка змінені координати: 49 ° 51 'південної широти і 128 34 'західної довготи. Обидві ці точки не збігаються з Точкою Немо, але дуже близькі до неї.
До третього студійного альбому Plastic Beach віртуальної групи Gorillaz творці доклали історію, за якою Мердок виявив у Точці Немо плаваючий острів із побутових відходів, на якому організував нову студію.